# Jerónimo Salguero
Jerónimo Salguero de Cabrera y Cabrera (Córdoba, Virreinato del Perú, 1774 - Chuquisaca, Bolivia, mayo de 1840) fue un abogado y político argentino, miembro del Congreso de Tucumán que declaró la independencia argentina.
Fue educado en el Colegio Nacional de Montserrat. Se recibió de doctor en jurisprudencia en 1796, y años más tarde fue asesor del Cabildo de Córdoba. En 1809 fue síndico del mismo cuerpo.
Apoyó la Revolución de Mayo con entusiasmo y se unió al partido de los hermanos Funes. En 1812 fue procurador general de la provincia, y luego asesor del gobernador Francisco Ortiz de Ocampo.
Se unió al partido federal y ayudó a su jefe, el coronel José Javier Díaz, a llegar al gobierno de la provincia; fue su ministro secretario de hacienda. En 1816 fue elegido diputado por Córdoba para el Congreso de Tucumán, donde firmó la declaración de la Independencia el 9 de julio.
Se destacó por su defensa de las autonomías provinciales, pero fue el más conciliador de los cuatro diputados cordobeses. Cuando el Congreso decidió trasladarse a Buenos Aires, sus compañeros cordobeses Eduardo Pérez Bulnes, José Antonio Cabrera y Miguel Calixto del Corro se negaron a mudarse a donde serían presionados por el gobierno central; por ello fueron expulsados del Congreso. En cambio, Salguero se trasladó a Buenos Aires, donde terminó cediendo a las iniciativas centralistas del Directorio. Dejó el cargo en 1819 para ser tesorero de la Casa de la Moneda.
Regresó a Córdoba en 1820 y se unió al partido federal del gobernador Juan Bautista Bustos, aunque permaneció alejado de la política activa.
En 1826 fue enviado como diputado al Congreso de Buenos Aires, donde apoyó al grupo federal dirigido por Manuel Dorrego. A su regreso se incorporó como juez al Tribunal de Apelaciones.
Cuando el general José María Paz derrocó a Bustos, arrestó a los dirigentes federales, entre ellos a Salguero. A fines de 1831 fue nuevamente juez, pero fue expulsado dos años más tarde por participar en una fracasada revolución contra los hermanos Reynafé.
Emigró a Bolivia, donde se dedicó a la abogacía privada, falleciendo en 1840 en Sucre.
- Datos: Q11684757